# 中华人民共和国领袖纪念碑
中华人民共和国领袖纪念碑位于云南省普洱市宁洱县磨黑镇竜山公园内。1976年毛泽东逝世后修建，碑高8.2米，水磨石质地，基座有5级台阶，北面书“伟大的领袖和导师毛泽东主席永垂不朽”，下部绘天安门；南面书“伟大的无产阶级革命家刘少奇主席永垂不朽”，下部绘井冈山；东面书“伟大的无产阶级革命家朱德委员长永垂不朽”，下部绘延安；西面书“伟大的无产阶级革命家周恩来总理永垂不朽”，下部绘韶山。四面的文字为黑体，由当时的当时磨黑工会主席陈锡兵题写。2013年12月列入第一批普洱市文物保护单位。2021年1月入选云南省第一批不可移动革命文物名录，同年进行了修缮。